# 里溫根峰
72°55′S 3°29′W / 72.917°S 3.483°W
里溫根峰是南極洲的山峰，位於東部南極洲的毛德皇后地，屬於博格地塊的一部分，處於布羅皮根峰西南面6公里，由挪威的製圖師根據測量和空中照片繪入地圖。